# Роуч, Джон (игрок в американский футбол)
Джон Гипсон Роуч (англ. John Gipson Roach; 26 марта 1933, Даллас, Техас — 18 февраля 2021) — американский футболист. Играл на позициях квотербека, ди-бэка и пантера. Выступал за ряд клубов НФЛ. Двукратный чемпион лиги в составе «Грин-Бэй Пэкерс». На студенческом уровне играл за команду Южного методистского университета. На драфте НФЛ 1956 года был выбран в третьем раунде.

## Биография
Джон Роуч родился 26 марта 1933 года в Далласе. Окончил старшую школу Хайленд-Парк, затем учился в Южном методистском университете. Во время учёбы играл за его команду на позициях квотербека, ди-бэка и пантера. В 1955 году вошёл во вторую сборную звёзд Юго-Западной конференции. На драфте НФЛ 1956 года был выбран клубом «Чикаго Кардиналс» в третьем раунде под общим 31 номером.
Профессиональную карьеру начал в 1956 году в роли пантера «Кардиналс». Затем был призван на военную службу и пропустил два сезона. После демобилизации вернулся в команду и был переведён на позицию ди-бэка. В 1960 году вместе с «Кардиналс» переехал из Чикаго в Сент-Луис. После травм ряда игроков играл стартовым квотербеком команды.
В 1961 году был обменян в «Кливленд Браунс», затем перешёл в «Грин-Бэй Пэкерс». В составе команды был дублёром основного квотербека Барта Старра. Становился победителем чемпионата НФЛ в 1961 и 1962 годах. В сезоне 1963 года, после травмы Старра, сыграл несколько игр стартовым квотербеком, после чего объявил о завершении карьеры.
Закончив играть, Роуч устроился на работу в инвестиционную фирму в Далласе. Перед стартом чемпионата 1964 года он вернулся на поле в составе «Даллас Каубойс», заменив травмированного квотербека Дона Мередита. Сыграл за клуб в четырёх матчах, набрав 349 ярдов с одним тачдауном и шестью перехватами.
После второго завершения карьеры проживал в городе Юниверсити-Парк. С 1984 по 1988 год работал в Совете управляющих городом, с 1988 по 1992 год занимал пост мэра Юниверсити-Парка. Был женат, воспитал сына и дочь.
Джон Роуч скончался 18 февраля 2021 года в возрасте 87 лет после непродолжительной борьбы с раком.